# Хиде
Хиде (њем. Hüde) општина је у њемачкој савезној држави Доња Саксонија. Једно је од 47 општинских средишта округа Дипхолц. Према процјени из 2010. у општини је живјело 1.063 становника. Посједује регионалну шифру (AGS) 3251020.

## Географски и демографски подаци
Хиде се налази у савезној држави Доња Саксонија у округу Дипхолц. Општина се налази на надморској висини од 39 метара. Површина општине износи 24,5 km². У самом мјесту је, према процјени из 2010. године, живјело 1.063 становника. Просјечна густина становништва износи 43 становника/km².